# 前橋市民文化会館
前橋市民文化会館（まえばししみんぶんかかいかん）は、群馬県前橋市南町三丁目62番地1にあるコンサートホール。学校法人昌賢学園が命名権を取得し、昌賢学園まえばしホールと命名されている。運営は前橋市施設管理公社。前橋市民からはしばしば市文（しぶん）と呼ばれ親しまれている。

## 沿革
- 1980年12月2日 建設が開始される[1]。
- 1982年8月31日 竣工する[1]。
- 1982年11月3日 開館[1]。
- 2017年4月 耐震工事を終え、リニューアルオープンする。また、昌賢学園とネーミングライツのスポンサー契約を結び、「昌賢学園まえばしホール」となる[2]。

## 施設
出典による。

### ホール
- 大ホール
- 小ホール
- 展示ホール

### その他
- 会議室
- リハーサル室
- 練習室
- 応接室
- 大ホール売店
- レストラン・喫茶店「文化通りのレストラン」

## ネーミングライツ
2017年4月から昌賢学園とネーミングライツのスポンサー契約を結び、「昌賢学園まえばしホール」となっている。愛称の使用期間は2022年3月末までの5年間。市に入る命名権料は年間200万円である。当施設へのネーミングライツの応募があったのは同法人のみだった。

## アクセス
- JR両毛線前橋駅から徒歩8分。
- 関越自動車道高崎インターチェンジから25分。
- 関越自動車道前橋インターチェンジから20分。

## 分館

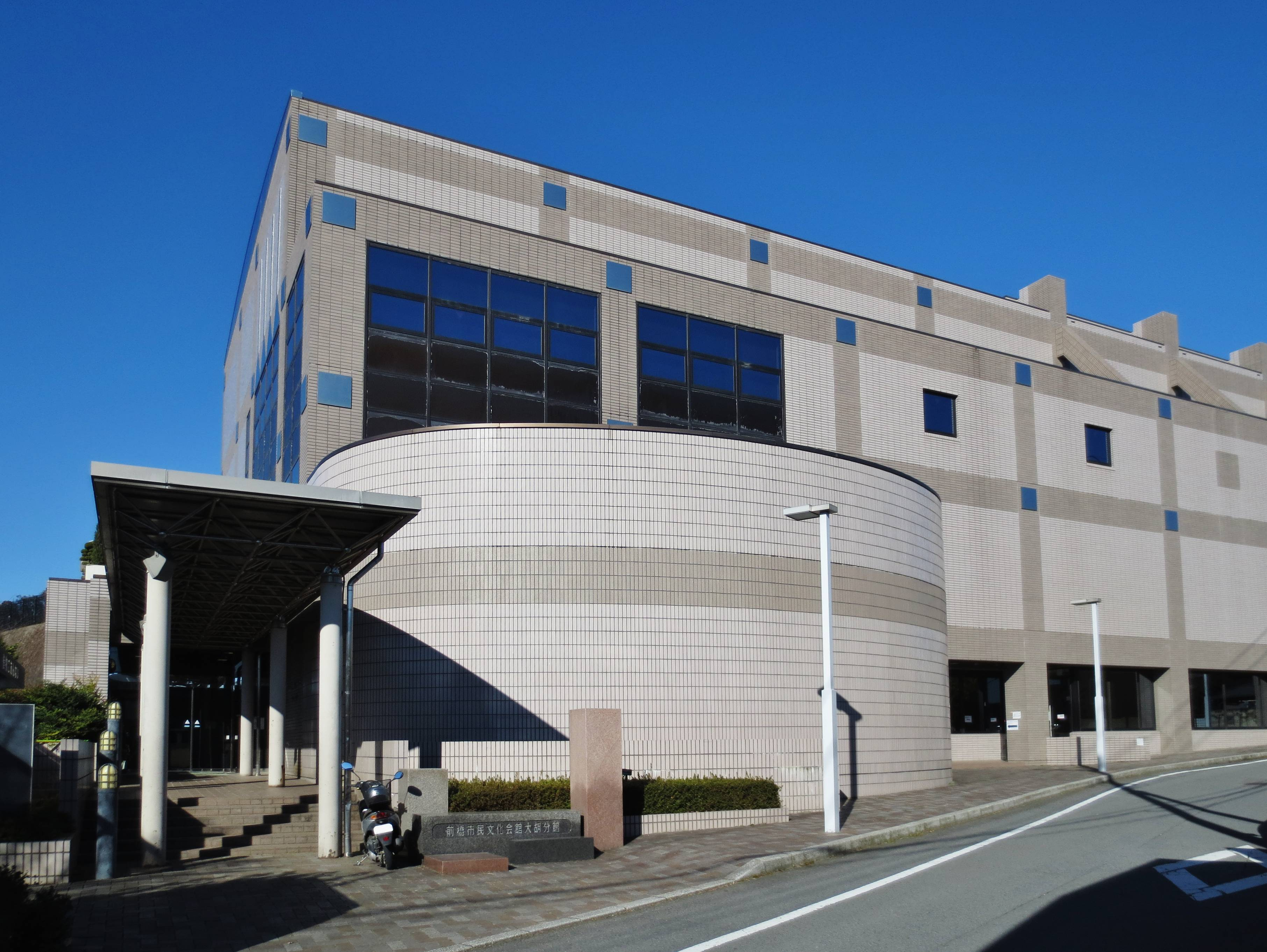
大胡分館（大胡シャンテ）
前橋市大胡町15。483席のホールにギャラリーや図書館（前橋市立図書館大胡分館）を併設。愛称の「シャンテ」はフランス語で「歌う」という意味。